# DFB-Futsal-Cup 2007
Der DFB-Futsal-Cup 2007 war die zweite Auflage des DFB-Futsal-Cups, der deutschen Meisterschaft im Futsal. Die Endrunde fand am 20. und 21. April 2007 in Heidenheim an der Brenz statt. Sieger wurde der FV Eppelborn.

## Teilnehmer
Für den DFB-Futsal-Cup qualifizierten sich die Meister der fünf Regionalverbände des DFB. Dazu kamen drei Vizemeister, ein Dritter sowie ein Team Heidenheim, das sich per Wildcard qualifizierte.
| Platz | Nord              | West                     | Südwest      | Süd                        | Nordost                |
| 1     | VfV 06 Hildesheim | MSC Strandkaiser Krefeld | FV Eppelborn | 1. MKFC Karlsruhe          | Futsal Team Neuenhagen |
| 2     | SC Persia Hamburg | UFC Münster              |              | FV Bad Vilbel              |                        |
| 3     |                   | Futsal Panther Münster   |              | Team Heidenheim (Wildcard) |                        |

## Spielplan

### Gruppe A
| Pl. | Verein                 | Sp. | S | U | N | Tore    | Diff. | Punkte |
| --- | ---------------------- | --- | - | - | - | ------- | ----- | ------ |
| 1.  | VfV 06 Hildesheim      | 4   | 2 | 2 | 0 | 009:500 | +4    | 08     |
| 2.  | FV Eppelborn           | 4   | 2 | 1 | 1 | 017:140 | +3    | 07     |
| 3.  | UFC Münster            | 4   | 2 | 1 | 1 | 010:900 | +1    | 07     |
| 4.  | Futsal Team Neuenhagen | 4   | 1 | 1 | 2 | 008:110 | −3    | 04     |
| 5.  | 1. MKFC Karlsruhe      | 4   | 0 | 1 | 3 | 009:140 | −5    | 01     |

|                        | Ergebnis |                        |
| ---------------------- | -------- | ---------------------- |
| UFC Münster            | 3:2      | FV Eppelborn           |
| Futsal Team Neuenhagen | 1:1      | VfV 06 Hildesheim      |
| 1. MKFC Karlsruhe      | 3:3      | UFC Münster            |
| FV Eppelborn           | 7:4      | Futsal Team Neuenhagen |
| UFC Münster            | 3:1      | Futsal Team Neuenhagen |
| 1. MKFC Karlsruhe      | 1:3      | VfV 06 Hildesheim      |
| UFC Münster            | 1:3      | VfV 06 Hildesheim      |
| FV Eppelborn           | 6:5      | 1. MKFC Karlsruhe      |
| VfV 06 Hildesheim      | 2:2      | FV Eppelborn           |
| 1. MKFC Karlsruhe      | 0:2      | Futsal Team Neuenhagen |

### Gruppe B
| Pl. | Verein                   | Sp. | S | U | N | Tore    | Diff. | Punkte |
| --- | ------------------------ | --- | - | - | - | ------- | ----- | ------ |
| 1.  | MSC Strandkaiser Krefeld | 4   | 3 | 0 | 1 | 012:500 | +7    | 09     |
| 2.  | Team Heidenheim          | 4   | 3 | 0 | 1 | 005:900 | −4    | 09     |
| 3.  | FV Bad Vilbel            | 4   | 2 | 0 | 2 | 013:800 | +5    | 06     |
| 4.  | Futsal Panther Münster   | 4   | 2 | 0 | 2 | 010:110 | −1    | 06     |
| 5.  | SC Persia Hamburg        | 4   | 0 | 0 | 4 | 004:120 | −8    | 0      |

|                          | Ergebnis |                          |
| ------------------------ | -------- | ------------------------ |
| Team Heidenheim          | 2:1      | Futsal Panther Münster   |
| MSC Strandkaiser Krefeld | 3:0      | SC Persia Hamburg        |
| FV Bad Vilbel            | 7:0      | Team Heidenheim          |
| Futsal Panther Münster   | 2:6      | MSC Strandkaiser Krefeld |
| Team Heideheim           | 3:1      | MSC Strandkaiser Krefeld |
| FV Bad Vilbel            | 4:2      | SC Persia Hamburg        |
| Team Heidenheim          | 1:0      | SC Persia Hamburg        |
| Futsal Panther Münster   | 3:1      | FV Bad Vilbel            |
| SC Persia Hamburg        | 2:4      | Futsal Panther Münster   |
| FV Bad Vilbel            | 1:3      | MSC Strandkaiser Krefeld |

### Halbfinale
|                          | Ergebnis |                 |
| ------------------------ | -------- | --------------- |
| VfV 06 Hildesheim        | 6:1      | Team Heidenheim |
| MSC Strandkaiser Krefeld | 0:2      | FV Eppelborn    |

### Spiel um Platz drei
|                 | Ergebnis       |                          |
| --------------- | -------------- | ------------------------ |
| Team Heidenheim | 5:6 i.S. (1:1) | MSC Strandkaiser Krefeld |

### Finale
|                   | Ergebnis |              |
| ----------------- | -------- | ------------ |
| VfV 06 Hildesheim | 4:6      | FV Eppelborn |